# Cerro Rabo de Mico
Cerro Rabo de Mico är ett berg i Costa Rica.   Det ligger i provinsen San José, i den centrala delen av landet, 11 km sydväst om huvudstaden San José. Toppen på Cerro Rabo de Mico är 2 428 meter över havet, eller 910 meter över den omgivande terrängen. Bredden vid basen är 18,7 km. Cerro Rabo de Mico ingår i Fila de Cedral.
Terrängen runt Cerro Rabo de Mico är kuperad åt sydost, men åt nordväst är den bergig. Runt Cerro Rabo de Mico är det ganska tätbefolkat, med 214 invånare per kvadratkilometer. Närmaste större samhälle är San José, 11,2 km nordost om Cerro Rabo de Mico. I omgivningarna runt Cerro Rabo de Mico växer i huvudsak städsegrön lövskog.